# Diazona pedunculata
Diazona pedunculata är en sjöpungsart som beskrevs av Monniot 200. Diazona pedunculata ingår i släktet Diazona och familjen Diazonidae. Inga underarter finns listade i Catalogue of Life.